# Henri Hazebrouck
Henri Alphonse Hazebrouck (* 21. Juli 1877 in Roubaix; † 1. Dezember 1948 ebenda) war ein französischer Ruderer.
Als Teil seines Vereins Cercle de l’Aviron de Roubaix nahm er an den Olympischen Sommerspielen 1900 in Paris teil. Im Vierer mit Steuermann konnte er zusammen mit Henri Bouckaert, Jean Cau, Émile Delchambre und dem Steuermann Charlot in einer Zeit von 7:11 Minuten die Goldmedaille im ersten Finallauf gewinnen.